# Bathygnathia tapinoma
Bathygnathia tapinoma är en kräftdjursart som beskrevs av Cohen och Gary C.B. Poore 1994. Bathygnathia tapinoma ingår i släktet Bathygnathia och familjen Gnathiidae.
Artens utbredningsområde är havet kring Nya Zeeland. Inga underarter finns listade i Catalogue of Life.